# Cyrtograpsus cirripes
Cyrtograpsus cirripes is een krabbensoort uit de familie van de Varunidae. De wetenschappelijke naam van de soort is voor het eerst geldig gepubliceerd in 1800 door Smith.